# Oldsmobile Defender
La Defender è un'autovettura mid-size prodotta dall'Oldsmobile dal 1912 al 1913. Si posizionò alla base dell'offerta della casa automobilistica statunitense. Era anche denominata Serie 40.

## Storia
La vettura era equipaggiata con un motore a valvole laterali e quattro cilindri in linea da 4.375 cm³ di cilindrata che erogava 35 CV di potenza. Il propulsore era anteriore, mentre la trazione era posteriore. Il moto alle ruote posteriori era trasmesso tramite un albero di trasmissione. Il cambio era a quattro rapporti con leva posizionata alla destra del guidatore. I freni erano meccanici a tamburo e agivano sulle ruote posteriori. La frizione era a cono metallico. Le ruote erano a raggi in legno.
La vettura era disponibile con tre tipi di carrozzeria, torpedo quattro porte, roadster due porte e coupé due porte. Nel 1913 la vettura rimase immutata e fu offerta solo in versione torpedo.
Nel 1912 gli esemplari prodotti furono 325, mentre l'anno successivo i volumi produttivi si attestarono a 1.000 unità.